# 核合成

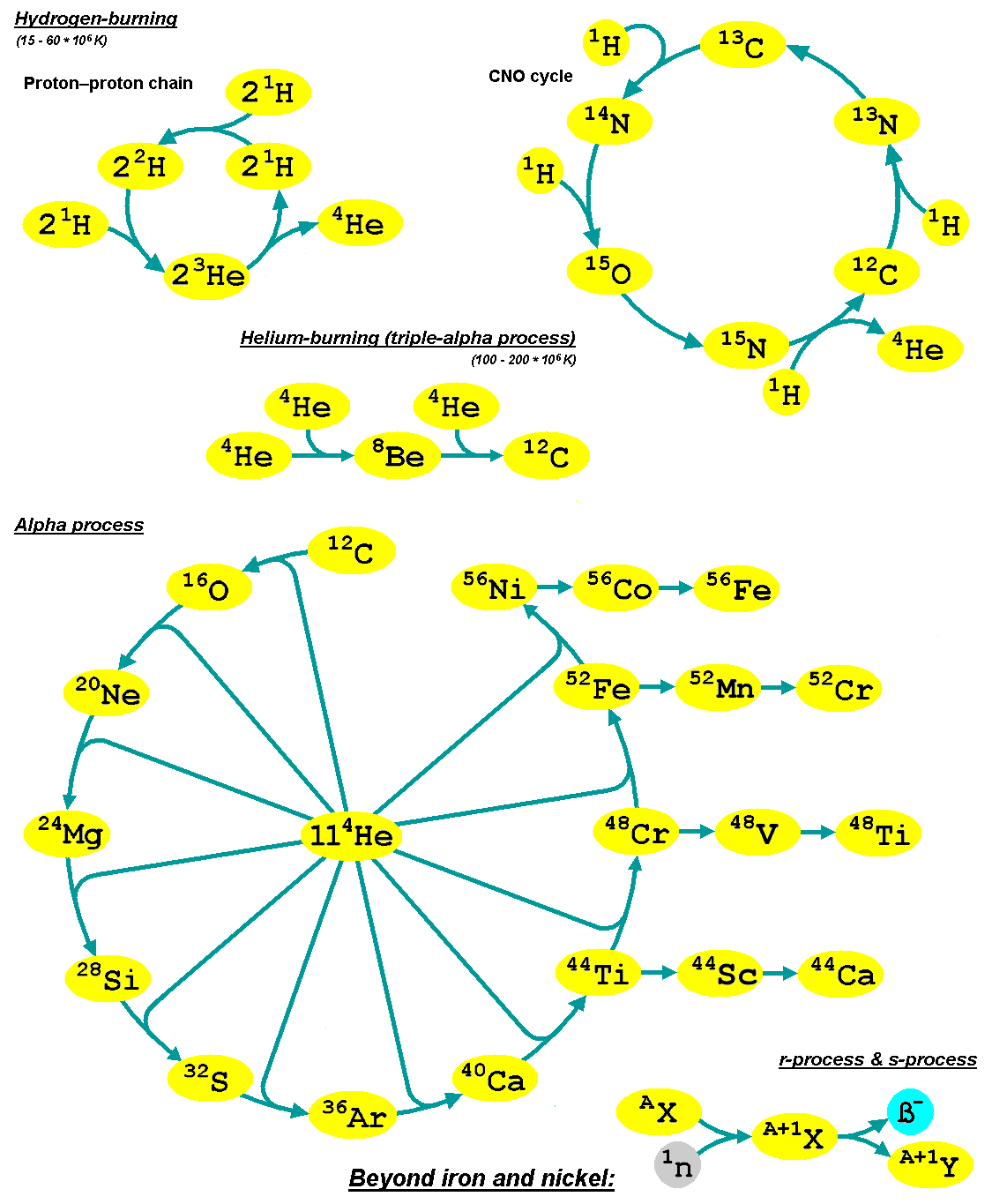
圖表說明如何透過氦核作用產生新元素

核合成是從已經存在的核子（質子和中子）創造出新原子核的過程。原始的核子來自大爆炸之後已經冷卻至一千萬度以下，由夸克膠子形成的等離子體海洋。在之後的幾分鐘內，只有質子和中子，也有少量的鋰和鈹（原子量都是7）被合成，但相對來說仍只有很少的數量。太初核合成的第一個過程可以稱為核起源（成核作用），隨後產生各種元素的核合成，包括所有的碳、氧等元素，都是發生在原始恆星內部的核融合或核分裂。

## 歷史
化學元素被創造的第一個想法是在宇宙的開始，但是未能成功的發現其途徑。在1920年，英國天體物理學家亞瑟·愛丁頓第一個由觀測到的現象提出恆星是經由氫融合成氦來產生能量的，但是這個想法未能被接受，因為當時仍欠缺核反應的機制。就在第二次世界大戰開始之前的1938年，猶太裔核物理學家漢斯·貝特首先證明了氫融合成氦的核反應機制，然而，這些早期對恆星能量的研究工作並不能處理比氦重的元素是如何起源的。弗雷德·霍伊爾在第二次世界大戰開始之際，剛開始研究重元素的核合成如何在恆星內部進行（見參考資料列表），這項工作認為由於恆星的演化使比氫重的元素得以產生。霍伊爾的研究解釋了當星系變老時，元素的豐度是如何隨著時間增加。隨後發生的是，由霍伊爾所描繪的情景，在1960年代對威廉·福勒、艾利絲泰爾·卡麥倫和唐納德·卡萊頓，以及其他的許多研究者產生了創造性的貢獻。回顧在1957年由伯比奇夫婦（E. M. Burbidge及G. R. Burbidge）、福勒和霍伊爾等撰寫的論文（見參考資料列表），可說是對這個知名領域的狀態做了總結。經由天文學家所提供的文件，這些論文定義了在個別的恆星中，重元素如何由一種轉變為另一種變化的過程。

## 過程
有一定數量的天文物理過程被相信要負責宇宙中的核合成，這些多數都發生在恆星內部炙熱的物質內。相繼發生在恆星內部的核融合過程通常是氫燃燒（質子-質子鏈反應或碳氮氧循環）、氦燃燒、碳燃燒、氖燃燒、氧燃燒和矽燃燒。這些過程依據每個核子的最高結合能，能創造出鐵和鎳與它們的同位素。更重的元素可以在恆星內部經由著名的中子捕獲過程－S-過程，或是爆炸的環境下，像是超新星，由一定的過程產生。還有一些更重要的過程，包括快中子捕獲的Rp-過程和經由核子內光致蛻變的p-過程（有時稱為γ-過程）。

## 四種主要的核合成類型

### 太初核合成

經由在宇宙中觀測到的輕原子核，對應於主要核反應的相對豐度。

太初核合成發生在宇宙最初的三分鐘，並且是對宇宙中1H（氕）、2H（氘）、3He（氦-3）和4He（氦-4）等元素豐度比率的負責者。雖然4He繼續被其他的機制（像是恆星的核融合和α衰變）製造出來，而且也有可察覺到的1H繼續由散裂和其他確定的放射性衰變（質子發射和中子發射）製造出來，而除了3He和氘之外，許多元素在宇宙中都有許多不同的微量同位素，經由罕見的錯誤：語言代碼「en}Cluster decay」不存在（cluster decay），在大霹靂之際被製造出來。這些元素的核子，像是7Li和7Be，相信在宇宙形成的100秒至300秒的時段內，在太初的夸克膠子海凍結形成質子和中子之後，都曾經形成過。但是因為太初核合成在膨脹和冷卻之前經歷的時間很短，因此沒有比鋰更重的元素可以生成（這段元素形成的時間是在等離子體的狀態下，還沒有冷到稍後可以讓中性元素形成的狀態）。

### 恆星核合成
恆星核合成發生在恆星演化過程中的恆星，經由核融合的過程負責形成從碳到鈣的元素。恆星是將氫和氦融合成更重元素的核子爐，在溫度比太陽低的恆星內進行質子-質子鏈反應，比太陽熱的恆星進行碳氮氧循環。
碳也是重要的元素，因為在整個的過程中，從氦形成碳是過程的瓶頸。在所有的恆星內，碳都是由3氦過程產生的。它也是在恆星內部產生自由中子的主要元素，引發的s-過程是涉及慢中子吸收製造出比鐵和鎳（57Fe和62Ni）更重的元素。在這些過程形成的碳和一些其他元素也是生命的基礎。
恆星核合成的產物通常經由行星狀星雲或恆星風散佈至宇宙內。
第一次直接證明核合成在恆星內部發生的是1950年代早期在紅巨星的大氣層內發現鎝。因為鎝是放射性元素，而半衰期又遠短於恆星的年齡，它的出現反映出必然是在恆星的生命歷程中產生的。毫無戲劇性，但更令人信服的證據是在恆星的大氣中極為大量的特別穩定的元素。在歷史上很重要的事例是鋇的豐度比未發展的恆星多了20至50倍，這是S-過程在恆星內部進行的證據。許多新的証明出現在宇宙塵內同位素的組成上，這些是來自個別恆星的氣體凝聚而成和從隕石分離出來的固體顆粒。星塵是宇宙塵的成分之一，測量同位素狀態，可以證明使星塵凝聚的恆星內部核合成的狀態。

### 爆炸核合成
這一部份包括了超新星核合成和在強烈的典型超新星爆炸前一秒鐘，如何由核反應製造出比鐵更重的元素。在超新星爆炸的環境裏，矽和鎳之間的元素快速的由融合產生，並且在超新星裡有更進一步的核合成發生，像是R-過程：使在爆炸中釋放出來的自由中子迅速的被吸收，製造出比鎳重且富含中子的同位素。這種反應產生自然界中的放射性元素，例如鈾和釷，並且這些重元素都有富含中子的同位素。
Rp-過程如同中子吸收一樣，涉及自由質子的快速吸收，但他的角色較不確定。
爆炸核合成產生過於快速的放射性衰變，使中子的數量大為增加，因此有許多質子和中子成為偶數的豐富同位素被綜合的產生，包括44Ti、48Cr、52Fe和56Ni。這些同位素在爆炸後衰變成為各種原子量不同的穩定同位素。許多這樣的衰變都伴隨著γ射線的輻射，因此能辨認出這些爆炸中被創造的同位素。
最明確的證據來自超新星1987A的爆炸，在超新星1987A爆炸時偵測到大量湧現的γ射線，證明了核合成的發生。從γ射線確認了56Co和57Co，它們的放射性半衰期壽命約為一年，證明了56Fe  和57Fe是由放射性衰變產生的，而早在1969年核子天文學就做了這樣的預言。作為爆炸核合成的一種預測和證實方法，並且在計畫中成功扮演著重要角色的是美國航空暨太空總署的康普頓γ射線天文台；其他爆炸核合成的証明還有星塵中來自超新星爆炸後擴散並被冷卻的顆粒。星塵是宇宙塵成分的一部分，在超新星爆炸時凝聚的顆粒內，放射性的44Ti含量特別的豐富，從超新星的星塵証實了1975年的預測。在這些顆粒中其他異常的同位素比例，更具體證實了爆炸核合成。

### 宇宙射線散裂
宇宙射線散裂導致某些現今存在於宇宙中的輕元素形成（雖然對氘不明顯）。散裂最需要負責的幾乎都是3He、和鋰、硼、鈹（有些7鋰和7鈹是在宇宙大爆炸時產生的）。來自於宇宙線散裂過程的結果（主要是快質子）撞擊著星際物質，這些宇宙線的撞擊分割了目前存在於宇宙中的碳、氮和氧核，而且這些核子也會被宇宙線中的質子撞擊。因為任何一個只是由兩個4He結合成的8Be都是不穩定的，所以硼和鈹在恆星核合成過程中也沒有顯著的被製造出來。

## 經驗的證據
核合成的理論通過同位素豐度的計算和觀測的豐度比對來驗證。同位素豐盈通過計算轉折率在網絡典型地計算在同位素之間。典型的同位素豐度計算是依據網絡中的同位素之間轉換的速率來推算的。通常，可以經由其中一些反應的設定控制其他的反應，使計算的工作得以簡化。

## 進階讀物
- Hoyle, F. . Monthly Notices of the Royal Astronomical Society. 1946, 106 (5): 343–383. Bibcode:1946MNRAS.106..343H. doi:10.1093/mnras/106.5.343.
- Hoyle, F. . The Astrophysical Journal Supplement Series. 1954, 1: 121. Bibcode:1954ApJS....1..121H. doi:10.1086/190005.
- Burbidge, E. M.; Burbidge, G. R.; Fowler, W. A.; Hoyle, F. . Reviews of Modern Physics. 1957, 29 (4): 547–650. Bibcode:1957RvMP...29..547B. doi:10.1103/RevModPhys.29.547.
- Meneguzzi, M.; Audouze, J.; Reeves, H. . Astronomy and Astrophysics. 1971, 15: 337–359. Bibcode:1971A&A....15..337M.
- Clayton, D. D.  Reprint. Chicago, USA: University of Chicago Press. 1983. ISBN 978-0-226-10952-7.
- Clayton, D. D. . Cambridge, UK: Cambridge University Press. 2003. ISBN 978-0-521-82381-4.
- Rolfs, C. E.; Rodney, W. S. . Chicago, USA: University of Chicago Press. 2005. ISBN 978-0-226-72457-7.
- Iliadis, C. . Weinheim, Germany: Wiley-VCH. 2007. ISBN 978-3-527-40602-9.

## 外部連結
- The Valley of Stability (video) （页面存档备份，存于） - nucleosynthesis explained in terms of the nuclide chart, by CEA (France)